# Pouilly-en-Auxois
Pouilly-en-Auxois je naselje in občina v francoskem departmaju Côte-d'Or regije Burgundije. Leta 2006 je naselje imelo 1.447 prebivalcev.

## Geografija
Kraj leži v pokrajini Burgundiji ob Burgundskem kanalu, 40 km zahodno od središča Dijona.

## Uprava
Pouilly-en-Auxois je sedež istoimenskega kantona, v katerega so poleg njegove vključene še občine Arconcey, Bellenot-sous-Pouilly, Beurey-Bauguay, Blancey, Bouhey, Chailly-sur-Armançon, Châteauneuf, Châtellenot, Chazilly, Civry-en-Montagne, Commarin, Créancey, Éguilly, Essey, Maconge, Marcilly-Ogny, Martrois, Meilly-sur-Rouvres, Mont-Saint-Jean, Rouvres-sous-Meilly, Sainte-Sabine, Semarey, Thoisy-le-Désert in Vandenesse-en-Auxois s 5.414 prebivalci.
Kanton je sestavni del okrožja Beaune.

## Zanimivosti
- kapela Marijinega najdenja, zgrajena vrh hriba sv. Petra v 13. in 14. stoletju,
- Voûte du canal de Bourgogne, 3.333 metrov dolg podzemni vodni kanal, del Burgundskega kanala.